# Coupe du Congo Léopoldville de football 1965
Navigation
Championnat national 1964 Championnat National 1966
La saison 1965 du Championnat du Congo kinshasa de football est la cinquième édition de la première division au Congo Kinshasa. La compétition rassemble les meilleures équipes du pays.
Cette saison est la deuxième après l'indépendance.

## Compétition

### Phase finale[1]
La phase finale se joue à Lubumbashi au Stade Albert.
Les clubs participants à la phase finale sont :
- AS Bilima
- US Panda
- Cercle Benfica

### Champion
- AS Bilima